# Чичево (Болгария)
Чичево (болг. Чичево) — село в Болгарии. Находится в Кырджалийской области, входит в общину Кирково. Население составляет 42 человека.

## Политическая ситуация
В местном кметстве Чичево, в состав которого входит Чичево, должность кмета (старосты) исполняет Гюлджан Мюмюн Юсеин (Движение за права и свободы (ДПС)) по результатам выборов правления кметства.
Кмет (мэр) общины Кирково — Шукран Кязим Идриз (Движение за права и свободы (ДПС)) по результатам выборов в правление общины.